# Denis Jacomet
Pour les articles homonymes, voir Jacomet.
Nicolas Denis Jacques Jacomet est un homme politique français né le 3 juin 1757 à Prades (Pyrénées-Orientales) et décédé le 13 janvier 1829 au même lieu.
Négociant, maire de Prades, il est élu député des Pyrénées-Orientales au Conseil des Anciens le 21 germinal an VI. Il passe au Corps législatif en 1800 et y siège jusqu'en 1807. Il est une nouvelle fois député en 1815, pendant les Cent-Jours.

### Sources
- « Denis Jacomet », dans Adolphe Robert et Gaston Cougny, Dictionnaire des parlementaires français, Edgar Bourloton, 1889-1891 [détail de l’édition]
- Jean Capeille, « Jacomet (Nicolas-Denis-Jacques) », dans Dictionnaire de biographies roussillonnaises, Perpignan, 1914
- André Balent, « Jacomet (Nicolas, Denis, Jacques) », dans Nouveau Dictionnaire de biographies roussillonnaises 1789-2011, vol. 1 Pouvoirs et société, t. 1 (A-L), Perpignan, Publications de l'olivier, 2011, 699 p. (ISBN 9782908866414)